# 5e Prince
Circonscription électorale provinciale du Canada
5e Prince était une circonscription électorale dans la province canadienne de l'Île-du-Prince-Édouard, qui élisait deux membres à l'Assemblée législative de l'Île-du-Prince-Édouard de 1873 à 1996.

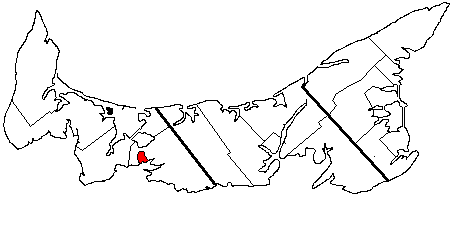
Carte démontrant la circonscription électorale de 5e Prince

Le district contenait la ville de Summerside.

## Membre de l'Assemblée législative

### Deux membres de 1873 à 1893
|  | Assemblée | Années    | Membre              | Parti        |
|  | --------- | --------- | ------------------- | ------------ |
|  | 26e       | 1873-1875 | Thomas Kelly        | Conservateur |
|  | 26e       | 1875-1876 | James Colledge Pope | Conservateur |
|  | 27e - 28e | 1876-1882 | Angus McMillan      | Libéral      |
|  | 29e - 30e | 1882-1890 | John F. Gillis      | Conservateur |
|  | 31e       | 1890-1893 | Angus McMillan      | Libéral      |

|  | Assemblée | Années    | Membre        | Parti        |
|  | --------- | --------- | ------------- | ------------ |
|  | 26e - 30e | 1873-1890 | John Lefurgey | Conservateur |
|  | 31e       | 1890-1893 | David Rogers  | Conservateur |

### Deux membres (député et conseiller) de 1893 à 1996

#### Député
|  | Parlement | Années    | Membre               | Parti        |
|  | --------- | --------- | -------------------- | ------------ |
|  | 32e       | 1893-1897 | George Godkin        | Libéral      |
|  | 33e       | 1897-1900 | Alfred Lefurgey      | Conservateur |
|  | 34e       | 1900-1904 | George Godkin        | Libéral      |
|  | 35e       | 1904-1908 | John M. Clarke       | Libéral      |
|  | 36e - 39e | 1908-1922 | James A. MacNeill    | Conservateur |
|  | 39e       | 1922-1923 | John Forbes MacNeill | Libéral      |
|  | 40e       | 1923-1927 | James A. MacNeill    | Conservateur |
|  | 41e       | 1927-1931 | John Forbes MacNeill | Libéral      |
|  | 42e       | 1931-1932 | Leonard MacNeill     | Libéral      |
|  | 42e       | 1932-1935 | John Forbes MacNeill | Libéral      |
|  | 43e - 44e | 1935-1943 | Edward Foley         | Libéral      |
|  | 45e       | 1943-1946 | Daniel MacNeill      | Conservateur |
|  | 45e       | 1946-1947 | Francis MacNeill     | Conservateur |
|  | 46e       | 1947-1951 | Carrol Delaney       | Libéral      |
|  | 47e - 48e | 1951-1959 | Edward Foley         | Libéral      |
|  | 49e - 50e | 1959-1966 | Hubert MacNeill      | Conservateur |
|  | 51e - 53e | 1966-1976 | Thomas Hickey        | Libéral      |
|  | 53e - 57e | 1976-1986 | George McMahon       | Conservateur |
|  | 57e       | 1986-1989 | Andy Walker          | Conservateur |
|  | 58e       | 1989-1996 | Walter McEwen        | Conservateur |

#### Conseiller
|  | Parlement | Années    | Membre             | Parti        |
|  | --------- | --------- | ------------------ | ------------ |
|  | 32e - 33e | 1893-1900 | Angus McMillan     | Liberal      |
|  | 34e       | 1900-1904 | Robert McLeod      | Liberal      |
|  | 35e       | 1904-1908 | George Godkin      | Liberal      |
|  | 36e - 37e | 1908-1915 | Edward Wyatt       | Conservateur |
|  | 38e       | 1915-1919 | William Howatt     | Libéral      |
|  | 39e - 40e | 1922-1926 | Creelman MacArthur | Libéral      |
|  | 40e       | 1926-1927 | George Pope        | Conservateur |
|  | 41e - 43e | 1927-1939 | Lucas Allen        | Libéral      |
|  | 44e       | 1939-1943 | Brewer Robinson    | Libéral      |
|  | 45e       | 1943-1946 | Ernest Strong      | Conservateur |
|  | 45e       | 1946-1947 | Morley Bell        | Libéral      |
|  | 46e - 47e | 1947-1955 | Lorne MacFarlane   | Libéral      |
|  | 48e       | 1955-1959 | Morley Bell        | Libéral      |
|  | 49e - 50e | 1959-1963 | Lorne Monkley      | Conservateur |
|  | 50e       | 1963-1965 | vacant             |              |
|  | 50e - 54e | 1965-1979 | Alex Campbell      | Libéral      |
|  | 55e - 57e | 1979-1986 | Peter Pope         | Conservateur |
|  | 57e       | 1986-1987 | George McMahon     | Conservateur |
|  | 57e - 58e | 1987-1996 | Nancy Guptill      | Libéral      |